# Laganas
Laganas (in greco Λαγανάς?) è un ex comune della Grecia nella periferia delle Isole Ionie (unità periferica di Zante) con 5.894 abitanti secondo i dati del censimento 2001.
È stato soppresso a seguito della riforma amministrativa, detta piano Kallikratis, in vigore dal gennaio 2011 ed è ora compreso nel comune di Zante.

## Località
Laganas è suddiviso nelle seguenti comunità (i nomi dei villaggi tra parentesi):
- Agalas (Agalas, Ai Giannis, Ampelos, Stimies)
- Kalamaki (Kalamaki, Margaraiika, Pefkakia)
- Keri (Keri, Apelati, Limni Keriou, Marathias)
- Lithakia
- Mouzaki
- Pantokratoras (Pantokratoras, Laganas)